# 978 (číslo)
Devět set sedmdesát osm je přirozené číslo. Římskými číslicemi se zapisuje CMLXXVIII a řeckými číslicemi ϡοη´. Následuje po čísle devět set sedmdesát sedm a předchází číslu devět set sedmdesát devět.

## Matematika
978 je:
- Abundantní číslo
- Složené číslo
- Nešťastné číslo

## Astronomie
- (978) Aidamina je planetka hlavního pásu, kterou objevil v roce 1922 Sergej Ivanovič Beljavskij
- NGC 978 je eliptická galaxie v souhvězdí Trojúhelníku

## Roky
- 978
- 978 př. n. l.